# Pirosolfato
In chimica, il pirosolfato (o, nella nomenclatura IUPAC, disolfato) è l'anione con formula S2O72- Ha una struttura simile al dicromato e può essere visualizzato come due tetraedri di solfato (SO4) che condividono gli angoli, con un atomo di ossigeno a ponte. In questo anione, lo zolfo ha numero di ossidazione di +6. Il pirosolfato è la base coniugata dello ione idrogeno disolfato (idrogeno pirosolfato) HS2O7-, che a sua volta è la base coniugata dell'acido disolforico (acido pirosolforico - H2O7S2).

## Proprietà
I pirosolfati sono sali sensibili all'umidità che reagiscono in modo fortemente acido con l'acqua, rilasciando acido solforico:
{\displaystyle {\ce {S2O7_{aq}^{2-}\ +\ H2O_{l}->SO4_{aq}^{2-}\ +\ H2SO4_{aq}}}}

## Produzione
Il pirosolfato è prodotto riscaldando solfati di idrogeno con eliminazione di acqua:
{\displaystyle {\ce {2HSO4^{-}->S2O7^{2-}\ +\ H2O}}}
Può anche essere prodotto facendo reagire l'anidride solforosa con un solfato:
{\displaystyle {\ce {SO4^{2-}\ +\ SO3->S2O7^{2-}}}}
Se la temperatura è troppo alta, il pirosolfato può decomporsi nuovamente nella reazione inversa:
{\displaystyle {\ce {S2O7^{2-}->SO4^{2-}\ +\ SO3}}}

## Usi
I pirosolfati hanno proprietà che li rendono utili per particolari campi di applicazione. Il pirosolfato di potassio viene utilizzato, ad esempio, nella sintesi di nuovi conduttori ionici compositi. Viene anche utilizzato nella conversione catalitica dell'estere dell'acido dietil-tartarico in acido piruvico.